# Білово (Ребріхинський район)
Біло́во (рос. Белово) — село у складі Ребріхинського району Алтайського краю, Росія. Адміністративний центр Біловської сільської ради.

## Населення
Населення — 1553 особи (2010; 1781 у 2002).
Національний склад (станом на 2002 рік):
- росіяни — 80 %